# John Christ
John Christ właściwie John Wolfgang Knoll (ur. 19 lutego 1965 w Baltimore) – amerykański muzyk, kompozytor i wokalista, znany przede wszystkim z występów w zespole Danzig, którego był członkiem w latach 1987-1995. Wcześniej występował w zespole Samhain. W 1999 roku nakładem wytwórni muzycznej Tang Records ukazał się jedyny album solowy muzyka zatytułowany Flesh Caffeine.
W 2004 roku muzyk został sklasyfikowany na 63. miejscu listy 100 najlepszych gitarzystów heavymetalowych wszech czasów według magazynu Guitar World.

## Dyskografia
| - Danzig - Danzig (1988, Def American) - Danzig - Danzig II: Lucifuge (1990, Def American) - Danzig - Danzig III: How the Gods Kill (1992, Def American) |  | - Danzig - Thrall: Demonsweatlive (EP, 1993, Def American) - Danzig - Danzig 4 (1994, American Recordings) - John Christ - Flesh Caffeine (1999, Tang Records) |